# Скуркола-Марсікана
Скуркола-Марсікана (італ. Scurcola Marsicana) — муніципалітет в Італії, у регіоні Абруццо,  провінція Л'Аквіла.
Скуркола-Марсікана розташована на відстані близько 75 км на схід від Рима, 34 км на південь від Л'Акуїли.
Населення — 2828 осіб (2014).
Щорічний фестиваль відбувається 13 червня. 

## Демографія
Населення за роками:

Станом на 1 січня 2023 року в муніципалітеті офіційно проживало 156 іноземців з 20 країн, серед них 50 громадян країн Євросоюзу та 13 громадян України.

## Сусідні муніципалітети
- Авеццано
- Капістрелло
- Мальяно-де'-Марсі
- Масса-д'Альбе
- Тальякоццо